# Job Schuurman
Job Schuurman (Bemmel, 12 juni 1999) is een Nederlands voetballer die als doelman speelt. Hij is een broer van voetballer Jesse Schuurman.

## Loopbaan
Schuurman begon bij Sportclub Bemmel en speelde van 2007 tot 2013 in de jeugdopleiding van Vitesse. In 2018 ging hij naar het beloftenteam van N.E.C.. In het seizoen 2018/19 zat hij al geregeld op de bank bij het eerste team en kwam medio 2019 bij de selectie. Schuurman maakte vanwege de afwezigheid van Norbert Alblas en Mattijs Branderhorst op 30 oktober 2020 zijn debuut in de Eerste divisie als basisspeler tijdens de met 0-1 gewonnen uitwedstrijd bij NAC Breda. Op 23 mei 2021 promoveerde Schuurman met N.E.C. naar de Eredivisie, door in de finale van de play-offs NAC Breda met 1-2 te verslaan. Hierna liep zijn contract af. Eind juni 2021 verbond Schuurman zich voor het seizoen 2021/22 aan Go Ahead Eagles. Daar was hij enkel reservedoelman. In juni 2022 moest hij een heupoperatie ondergaan en medio 2022 liep zijn contract af. Via Norbert Alblas kon hij in november mee gaan trainen en revalideren bij TOP Oss. Eind januari 2023 sloot hij op amateurbasis tot het einde van het seizoen 2022/23 aan bij de selectie van TOP Oss. Medio 2023 ging hij naar UDI '19 in de Vierde divisie. Vanaf het seizoen 2024/25 speelt hij voor TEC in de Derde divisie.